# Dras
Dras ou Drass (em urdu e burig: دراس; em ladaque:  དྲས; em hindi: द्रास) é uma aldeia do distrito de Cargil, Ladaque, no noroeste da Índia. Em 2011, o bloco (divisão administrativa inferior) de Dras, formado por 20 aldeias, tinha 21 988 habitantes.
É conhecida como o local mais frio da Índia e um dos locais habitados permanentemente mais frios do mundo (segundo, a seguir à Sibéria, segundo alguns). Ganhou notoriedade no verão de 1999, quando foi bombardeada e ocupada pelo exército do Paquistão, durante a Guerra de Cargil.
É  frequente ser chamada a "Porta do Ladaque", por se situar aproximadamente no limite ocidental dessa região, numa das raras rotas tradicionais de acesso ao resto do Ladaque. Atualmente, o percurso dessa rota ancestral é percorrido pela estrada Serinagar–Lé (Autoestrada Nacional 1D), uma das únicas duas estradas que ligam o Ladaque ao resto do mundo (a outra é a estrada Manali–Lé).

## Geografia e demografia
Dras situa-se nas margens do rio Dras, num vale a cerca de 3 100 metros de altitude, rodeado de montanhas com altitudes entre os 4 900 e os 6 400 metros. Por estrada, encontra-se 60 km a sudoeste-oeste de Cargil, 140 km a nordeste-leste de Serinagar e 275 km a noroeste-oeste de Lé.
O vale de Dras começa na base do passo de montanha de Zoji La (3 528 m), considerado a entrada ocidental do Ladaque e situado 39 km a sudoeste de Dras pela estrada Serinagar-Lé. Durante séculos, os habitantes de Dras foram conhecidos por atravessarem esse passo difícil até durante os períodos em que é mais arriscado fazê-lo, entre o fim do outono e o princípio da primavera, quando toda a área está coberta de neve e as tempestades de neve são frequentes.
Dras é o local mais frio da Índia, onde o clima é do tipo subártico devido à altitude. As temperaturas médias no inverno são -22 °C, atingindo por vezes os -45 °C no pico do inverno, que dura de meados de outubro até meados de maio. No inverno de 1995 registaram-se -60 °C. O verão começa em junho e vai até ao início de setembro, com temperaturas médias de cerca de 15 °C e pouca precipitação. Esta ocorre quase exclusivamente entre dezembro e maio, quando Dras recebe cerca de 550 mm na forma de neve.
Os habitantes de Dras, são etnicamente baltis e dardos, como no vizinho Baltistão. Acredita-se serem descendentes de povos indo-europeus que, vindos da Ásia Central, já se tinham estabelecido no Ladaque na Antiguidade. No Ladaque, a designação de dardo (ou brokpa) é frequentemente aplicada com generalidade a todas as pessoas que não são de etnia tibetana. A designação brokpa pode também referir-se especificamente aos dardos budistas do Ladaque ocidental.
A língua nativa local é o shina, uma língua dárdica, falada sobretudo na região de Gilgit (atualmente administrada pelo Paquistão). A maioria da população é muçulmana, havendo uma pequena minoria budista.